# Teguise

Gmina Teguise

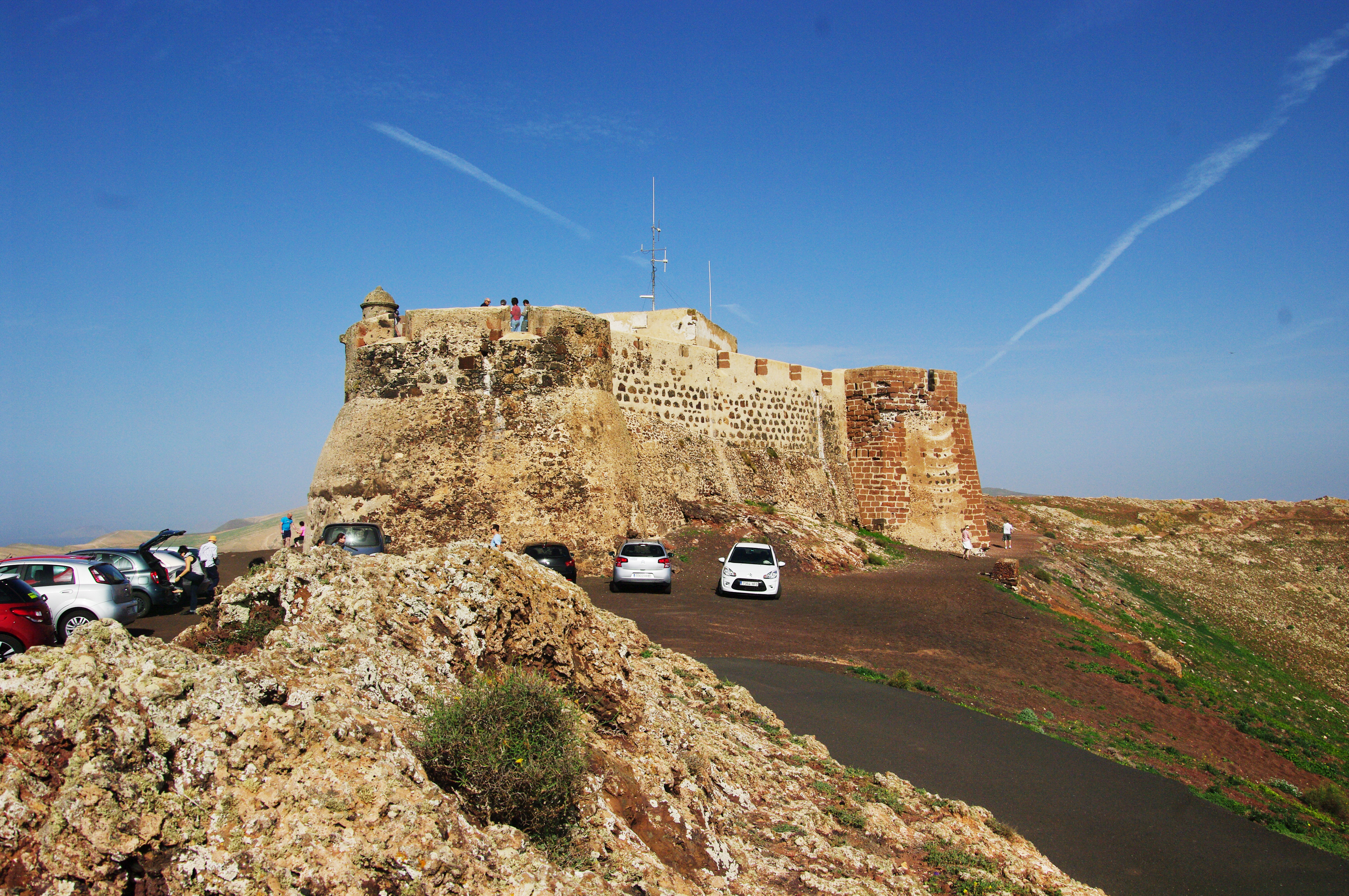
Zamek Castillo de Santa Barbara

Teguise – miasto i okręg administracyjny na wyspie Lanzarote w archipelagu Wysp Kanaryjskich. 

## Geografia
- Lokalizacja miasta:
  - Szerokość geograficzna: 29°3'40" N
  - Długość geograficzna:13°33'35" W

Najwyższe wzniesienie znajduje się na wysokości 360 m n.p.m., najniższy punkt znajduje się na poziomie Oceanu Atlantyckiego. Miasto Teguise zamieszkuje 1.546 osób (2006), natomiast gminę – 16.616 (2006). Pozostałe miejscowości w gminie to:
- Costa Teguise (4.948 mieszkańców)
- Tahiche (3.419)
- Villa de Teguise (1.546)
- Guatiza (850)
- Nazaret (793)
- Caleta de Famara (752)
- Caleta del Sebo (na wyspie La Graciosa (656)
- Soo (606)
- Tao (522)
- Los Valles (400)
- Mozaga (357)
- Muñique (346)
- Tiagua (302)
- Teseguite (271)
- Los Cocoteros (234)
- Las Caletas (151)
- El Mojón (98)
- Las Cabreras (104)
- Caleta de Caballo (94)
- Tomaren (52)
- Las Laderas (55)
- Los Ancones (35)
- Charco del Palo (23).

W skład gminy wchodzą także wyspy:
- La Graciosa
- Alegranza
- Montaña Clara
- Roque del Este
- Roque del Oeste

## Historia
Miasto zostało założone w 1414 r. i do roku 1852 pełniło funkcję stolicy wyspy (do momentu ustania ataków piratów, kiedy stolica została przeniesiona na wybrzeże do Arrecife).
Nazwa miasta pochodzi od Teguise, imienia córki Guadarfii, ostatniego tubylczego władcy  Lanzarote, wnuka króla Zonzamasa, panującego na wyspie w czasach pobytu tam Lancelotta Malocella, genueńskiego kupca i żeglarza, odkrywcy Wysp Kanaryjskich w 1312 roku. Teguise wzięła ślub z bratankiem Jeana de Bethencourta, Maciotem de Béthencourt, rządcy El Hierro i Lanzarote do 1415.
W okolicach miasta znajduje się najstarszy fort na Wyspach Kanaryjskich znany jako Castillo de Guanapay (urzędowa nazwa Castillo de Santa Barbara), położony na skraju krateru Guanapay, zbudowany w XVI w. przez Lancelotta Malocella. W forcie obecnie znajduje się Museo del Emigrante Canario z kolekcją obrazującą historię migracji z Wysp Kanaryjskich do nowego świata. W mieście znajduje się kilka klasztorów: Convento de Miraflores, Convento de Santo Domingo. W każdą niedzielę w mieście odbywa się targ gromadzący sprzedawców i turystów z całej Lanzarote.